# يوينغ
يوينغ (بالإنجليزية: Yi’ong)‏ هي منطقة سكنية تقع في الصين في أزمة التبت والصين.[بحاجة لمصدر] يقدر عدد سكانها بـ
- نسمة .